# А. Дж. Ридъл
А. Дж. Ридъл (на английски: A.G. Riddle) е американски писател на бестселъри в жанра трилър и научна фантастика.

## Биография и творчество
А. Дж. Ридъл е роден в Шелби, Северна Каролина, САЩ. Израства в Бойлинг Спрингс, Северна Каролина. Завършва с бакалавърска степен специалност бизнес администрация и мениджмънт в Университета на Северна Каролина в Чапъл Хил. По време на втората си година в университета основава първата си компания с приятел от детството. След дипломирането си в продължение на 10 години работи в Интернет компании, преди да се завърне към мечтата си да пише.
Първият му фантастичен трилър „Атлантският ген“ от постапокалиптичната поредица „Тайнството на произхода“ е публикуван през 2013 г. Главните герои, бившият агент от ЦРУ Дейвид Вейл и специалистката по аутизъм доктор Кейт Уорнър, се изправят срещу мощна терористична група, която планира да унищожи по-голямата част от човечеството, за да достигнат еволюционен напредък и тотален контрол. Книгата става бестселър, преведена е на над 20 езика, и прави писателя известен. Компанията CBS работи по екранизацията на поредицата.
През 2014 г. е издаден четвъртият му фантастичен роман „Departure“ („Заминаване"), който описва историята на оцелелите от самолетен полет, който излита през 2014 г. и катастрофира в земята на един променен свят някъде във времето. Предпочетен е за екранизация от компанията „20th Century Fox“.
От 2013 г. е президент на собствена компания „Riddle Inc.“.
А. Дж. Ридъл живее със семейството си в Рали, Северна Каролина.

## Произведения

### Самостоятелни романи
- Departure (2014)

### Серия „Тайнството на произхода“ (Origin Mystery)
1. The Atlantis Gene (2013)
Атлантският ген, изд.: ИК „Бард“, София (2015), прев. Юлиян Стойнов
2. The Atlantis Plague (2013)
Атлантската чума, изд.: ИК „Бард“, София (2015), прев. Юлиян Стойнов
3. The Atlantis World (2014)

### Серия „Изчезналите файлове“ (The Extinction Files)
1. Pandemic (2017)
2. Genome (2017)